# Tex Mueller
LeRoy Jacob Mueller, detto Tex (Yorktown, 29 luglio 1916 – Slaton, 22 maggio 2012), è stato un cestista statunitense, professionista nella NBL.

## Carriera
Dopo la carriera universitaria alla Western State Colorado University ha disputato tre stagioni nella NBL, giocando 28 partite con 1 punto di media.